# Rivka Golani
Rivka Golani, född 22 mars 1946 i Tel Aviv, Brittiska Palestinamandatet,  är en kanadensisk violist och konstnär. Hon spelar på en Otto Erdesz "cutaway" viola.
Golani föddes i Israel men blev kanadensisk medborgare 1983. Hon bor för närvarande i London, där hon också undervisar vid Trinity College of Music. Golani ger också mästarklasskurser regelbundet vid Royal Academy of Music, London och i Israel genom Jerusalem Academy of Music and Dance.
Över 200 nya verk har komponerats för henne, varav över 50 violakonserter, ett rekord som ingen annan violast i historien har uppnått. Bland annat Heinz Holliger och Bernd Alois Zimmermann har komponerat verk för henne. Bland de många inspelningarna Golani har gjort är hon framförallt berömd för sina inspelningar av Bartóks Violakonsert, Martinůs Rapsodi för Viola & Orkester samt sin inspelning av Tertis violaarrangemang av Elgars Cellokonsert i E moll.
Som solist har Golani framträtt vid Glenn Gould Studio (Toronto), Carnegie Hall (New York), Wigmore Hall (London), och the last night at the Proms i Royal Albert Hall, London. Hon har också framträtt som solist tillsammans med bland annat Boston Symphony, BBC Symphony, BBC Philharmonic, Royal Philharmonic Orchestra, Kongelijke Concertgebouw, Budapests filharmoniska orkester, Israels filharmoniska orketester, Tokyo stads orkester, Toronto Symphony, Orchestre symphonique de Montréal och CBC Vancouver Orchestra.

## Övrigt
Rivka Golani är också en betydande bildkonstnär.